# Władysław Rubin
Władysław Rubin (Toki, 20 september 1917 - Vaticaanstad, 28 november 1990) was een Pools geestelijke en kardinaal van de Rooms-Katholieke Kerk. 
Rubin studeerde aan de Jan Kazimierzuniversiteit in Lviv (later bekend als de Universiteit van Lviv)  en aan de universiteit van Sint-Jozef in Beiroet om zijn studies af te ronden aan de Pauselijke Gregoriaanse Universiteit in Rome. Tijdens de Tweede Wereldoorlog werd hij tot dwangarbeid gedwongen. Eenmaal daarvan bevrijd, sloot hij zich bij het Poolse leger aan. Hij ontving de priesterwijding op 30 juni 1946 in Libanon, uit handen van de Franse franciscaner aartsbisschop Rémy-Louis Leprêtre, pauselijk gezant te Aleppo. Rubin ontfermde zich vervolgens over Poolse vluchtelingen in het Midden-Oosten, daarna over de Poolse gemeenschap in Rome. Tussen 1959 en 1964 was hij rector van het Pauselijk Pools College in Rome. 
De zalige paus Paulus VI benoemde hem op 17 november 1964 tot titulair bisschop van Serta en tot hulpbisschop van het aartsbisdom Gniezno. 
Hij ontving de bisschopswijding uit handen van kardinaal Stefan Wyszyński in de Sant'Andrea al Quirinale in Rome. Aartsbisschop Karol Wojtyła van Krakau (de latere paus Johannes Paulus II) was een van de medewijdende bisschoppen. Rubin nam deel aan de twee laatste sessies van het Tweede Vaticaans Concilie.  In 1967 werd hij benoemd tot secretaris-generaal van de Bisschoppensynode, hetgeen hij tot 1979 zou blijven.
Paus Johannes Paulus II verhief hem, tijdens zijn eerste consistorie op 20 juni 1979, tot kardinaal. Zijn titeldiaconie werd de Santa Maria in Via Lata. In 1980 benoemde dezelfde paus Rubin tot prefect van de Congregatie voor de Oosterse Kerken. Hij zou deze functie gedurende vijf jaar uitoefenen, tot hij in 1985 om gezondheidsredenen aftrad. Na een lang ziekbed overleed hij in het Vaticaan. Zijn lichaam werd bijgezet in de nevenkathedraal van Lubaczów in het Lviv.
- Gemeinsame Normdatei: 1033203920
- International Standard Name Identifier: 0000 0001 1472 7524
- Library of Congress Control Number: nb2006019654
- Nederlandse Thesaurus van Auteursnamen: 153225602
- Virtual International Authority File: 53674102
- WorldCat: E39PBJr3ypvF8MfYpvkdRtbKh3